# Раян Байда
Раян Байда (англ. Ryan Bayda, нар. 9 грудня 1980, Саскатун) — канадський хокеїст, що грав на позиції крайнього нападника.

## Ігрова кар'єра
Хокейну кар'єру розпочав 1998 року виступами за команду «Вернон Вайперз». Три сезони відіграв за хокейну команду Університету Північної Дакоти.
2000 року був обраний на драфті НХЛ під 80-м загальним номером командою «Кароліна Гаррікейнс», але два сезони провів у складі фарм-клубу «Лоуелл-Лок Монстерс». У складі «ураганів» дебютував у сезоні 2002/03. Свою першу шайбу в НХЛ закинув у ворота Еда Бельфура («Торонто Мейпл Ліфс») 18 лютого 2003, «урагани» той матч програли 3:4.
3 липня 2007, «урагани» підписали з Раяном однорічний контракт на суму $475 000 доларів США.
1 липня 2008, «урагани» перепідписали з Раяном однорічний контракт на суму $475 000 доларів США. Цей сезон для Байди став фактично поноцінним, він провів 70 матчів у регулярному чемпіонаті.
3 вересня 2009, Байда був запрошений на тренувальний табір «Сент-Луїс Блюз». Однак Раян відмовився від пропозиції після того, як «блюзмени» підписали угоду з Дереком Армстронгом і замість цього прийняв запрошення до тренувального табору «Піттсбург Пінгвінс». Правда цей сезон провів у складі фарм-клубу «Віклс-Беррі/Скрентон Пінгвінс». Загалом Байда провів 194 матчі в НХЛ, включаючи 15 ігор плей-оф Кубка Стенлі.
З 2010 Раян перебрався до Європи. 12 липня 2013, після трьох сезонів у складі «Томас Сабо Айс Тайгерс» на правах вільного агента перейшов до «Аугсбург Пантерс».
Сезон 2014/15 став неповним через травму, а 26 березня 2015 підписав однорічний контракт з клубом «Штраубінг Тайгерс».
Сезон 2015/16 став останнім у кар'єрі гравця, після чого він повернувся до рідного міста, де відкрив салон з татуювання.

## Статистика
| Сезон        | Клуб                            | Ліга         | Регулярний сезон | Регулярний сезон | Регулярний сезон | Регулярний сезон | Регулярний сезон | Плей-оф | Плей-оф | Плей-оф | Плей-оф | Плей-оф |
| Сезон        | Клуб                            | Ліга         | І                | Г                | П                | О                | ШХ               | І       | Г       | П       | О       | ШХ      |
| ------------ | ------------------------------- | ------------ | ---------------- | ---------------- | ---------------- | ---------------- | ---------------- | ------- | ------- | ------- | ------- | ------- |
| 1998–99      | «Вернон Вайперз»                | БКХЛ         | 45               | 24               | 58               | 82               | 15               | —       | —       | —       | —       | —       |
| 1999–00      | Університет Північної Дакоти    | НКАА         | 44               | 17               | 23               | 40               | 30               | —       | —       | —       | —       | —       |
| 2000–01      | Університет Північної Дакоти    | НКАА         | 46               | 25               | 34               | 59               | 48               | —       | —       | —       | —       | —       |
| 2001–02      | Університет Північної Дакоти    | НКАА         | 37               | 19               | 28               | 47               | 52               | —       | —       | —       | —       | —       |
| 2001–02      | «Лоуелл-Лок Монстерс»           | АХЛ          | 3                | 1                | 1                | 2                | 0                | 5       | 3       | 0       | 3       | 0       |
| 2002–03      | «Лоуелл-Лок Монстерс»           | АХЛ          | 53               | 11               | 32               | 43               | 32               | —       | —       | —       | —       | —       |
| 2002–03      | «Кароліна Гаррікейнс»           | НХЛ          | 25               | 4                | 10               | 14               | 16               | —       | —       | —       | —       | —       |
| 2003–04      | «Лоуелл-Лок Монстерс»           | АХЛ          | 34               | 7                | 15               | 22               | 28               | —       | —       | —       | —       | —       |
| 2003–04      | «Кароліна Гаррікейнс»           | НХЛ          | 44               | 3                | 3                | 6                | 22               | —       | —       | —       | —       | —       |
| 2004–05      | «Лоуелл-Лок Монстерс»           | АХЛ          | 80               | 13               | 27               | 40               | 91               | 9       | 3       | 3       | 6       | 4       |
| 2005–06      | «Манітоба Мус»                  | АХЛ          | 59               | 13               | 25               | 38               | 52               | 13      | 1       | 6       | 7       | 27      |
| 2006–07      | «Олбані Рівер-Ретс»             | АХЛ          | 55               | 29               | 25               | 54               | 66               | 5       | 3       | 2       | 5       | 4       |
| 2006–07      | «Кароліна Гаррікейнс»           | НХЛ          | 9                | 1                | 1                | 2                | 2                | —       | —       | —       | —       | —       |
| 2007–08      | «Олбані Рівер-Ретс»             | АХЛ          | 21               | 7                | 10               | 17               | 6                | —       | —       | —       | —       | —       |
| 2007–08      | «Кароліна Гаррікейнс»           | НХЛ          | 31               | 3                | 3                | 6                | 28               | —       | —       | —       | —       | —       |
| 2008–09      | «Кароліна Гаррікейнс»           | НХЛ          | 70               | 5                | 7                | 12               | 26               | 15      | 2       | 2       | 4       | 18      |
| 2009–10      | «Віклс-Беррі/Скрентон Пінгвінс» | АХЛ          | 21               | 8                | 3                | 11               | 14               | —       | —       | —       | —       | —       |
| 2010–11      | «Томас Сабо Айс Тайгерс»        | ДХЛ          | 52               | 17               | 24               | 41               | 70               | 2       | 1       | 0       | 1       | 0       |
| 2011–12      | Томас Сабо Айс Тайгерс          | ДХЛ          | 15               | 1                | 1                | 2                | 6                | —       | —       | —       | —       | —       |
| 2012–13      | Томас Сабо Айс Тайгерс          | ДХЛ          | 50               | 9                | 22               | 31               | 36               | 3       | 0       | 0       | 0       | 2       |
| 2013–14      | «Аугсбург Пантерс»              | ДХЛ          | 49               | 18               | 23               | 41               | 36               | —       | —       | —       | —       | —       |
| 2014–15      | «Аугсбург Пантерс»              | ДХЛ          | 6                | 4                | 6                | 10               | 6                | —       | —       | —       | —       | —       |
| 2015–16      | «Штраубінг Тайгерс»             | ДХЛ          | 44               | 13               | 13               | 26               | 49               | 6       | 0       | 1       | 1       | 0       |
| Усього в НХЛ | Усього в НХЛ                    | Усього в НХЛ | 179              | 16               | 24               | 40               | 94               | 15      | 2       | 2       | 4       | 18      |